# The Sheepherder
The Sheepherder è un cortometraggio muto del 1913 diretto da Romaine Fielding.

## Produzione
Il film fu prodotto dalla Lubin Manufacturing Company. Venne girato a Las Vegas, nel Nuovo Messico.

## Distribuzione
Distribuito dalla General Film Company, il film - un cortometraggio di cui non si conosce la durata - uscì nelle sale USA nel 1913.